# Hrady CZ
Hrady CZ je český hudební festival, který se koná každoročně v létě na několika místech ČR. První ročník se uskutečnil roku 2005. Festival se zaměřuje především na rockovou a populární hudbu. Má dvě části České hrady CZ a Moravské hrady CZ. Jeho specifikou je, že se vystoupení konají vždy poblíž nějaké významné historické památky, většinou hradu či zámku. Cílem je i rozvoj turistického ruchu, takže vstupenka na festival slouží i jako vstupenka na prohlídku památek. Obvyklým zahajovacím místem festivalu je hrad Točník.